# Sevenum
Sevenum (en limbourgeois, Zaerem) est un village et une ancienne commune des Pays-Bas de la province du Limbourg.

## Histoire de la commune
Sevenum a été une commune indépendante jusqu'au 1er janvier 2010, date de sa suppression et de son rattachement à Horst aan de Maas. La commune était composée de trois villages: Sevenum, Kronenberg et Evertsoord.
Avant sa suppression, la commune avait une superficie de 45,62 km2.

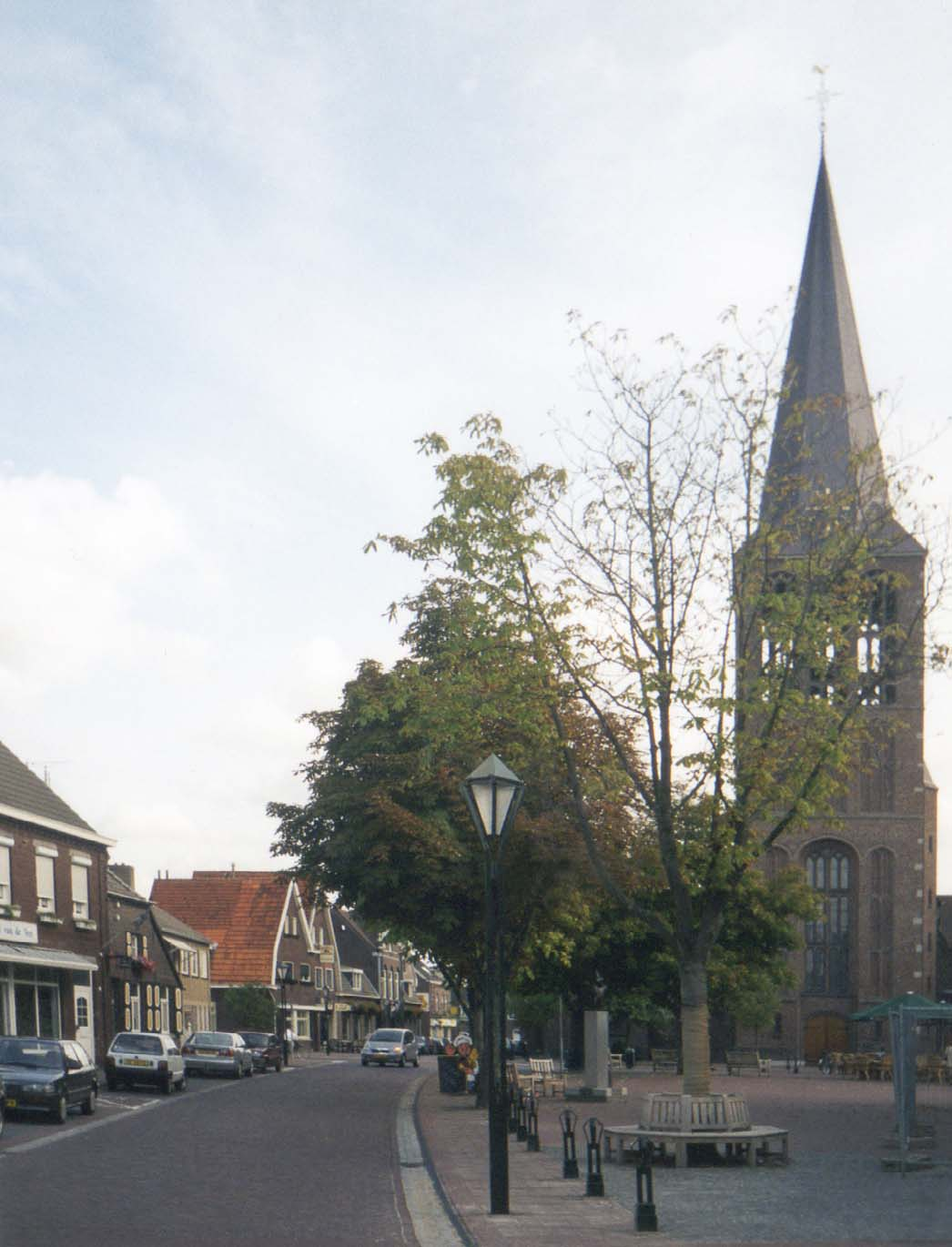
Le centre de Sevenum.

## Lieux et monuments
- Le parc d'attractions Toverland.